# 亀田侑樹
亀田 侑樹（かめだ ゆうき、1991年3月8日 - ）は、日本の俳優。東京都出身。ジャングル所属。

## 人物
- 特技：サッカー、ギター、作詞作曲。もともと5人組のバンドを組んでデビューを目指していたが解散。次のステップを模索した際、人前で表現することはもちろん、集団で作業することが好きだという考えにいたり、役者の道を選択する[1]。
- サイズ： H:175 B:78 W:70 H:85 S:26
- 私生活も芝居もテクニックより、とにかくやってみるタイプ。声優学校を舞台にするドラマ「#声だけ天使」主演にあたっては声優学校に取材に赴いている[2]。これは自身が不器用なためと答えている[1]。

## 出演作品

### 映画
- 謝罪の王様（2013年） - 衛兵 役
- 新宿スワン（2015年） - ハーレムスカウトマン 役
- 何者（2016年） - 就活生 役
- 注射針をブルーシートで（2017年） - マメノキ 役
- 斉木楠雄のΨ難（2017年） - PK学園生徒：松尾平 役
- 奥田民生になりたいボーイ 出会う男すべて狂わせるガール（2017年） - ファッションプレス記者 役
- 心が叫びたがってるんだ。（2017年） - 錦織拓哉 役
- 帝一の國（2017年） - 図書委員長：前田謙作 役
- ReLIFE（2017） - 津久見 役
- パンクしそうだ（2017年） - 主演：真壁隆平 役[3]
- ともだちいらない（2017年） - ユウ 役
- ここは退屈迎えに来て（2018年）　- 遠藤　役
- 恋するアンチヒーロー THE MOVIE（2019年） - 廣井達也/ガルイエロー 役[4]
- 映像研には手を出すな!（2020年） - 小豆畑 役

### ドラマ
2014年　　
- 日本テレビ「奇跡の教室」（栗原甚監督） - 生徒 役

2015年
- フジテレビ「run for money 逃走中〜大江戸ヒーローズ偉人達と駆け抜けろ〜」

2016年
- フジテレビ 新春ドラマ「坊っちゃん」（鈴木雅之監督） - 寄宿生 役

2017年
- WOWOW 連続ドラマW「片想い」 第2話（永田琴監督） - 検査スタッフ役
- BSジャパン「ワカコ酒 Season3」 第10話 - 会社員B 役
- NHK 土曜ドラマ「4号警備」 第2話 - 電話の声
- アマゾンプライムビデオ「TOKYO VAMPIRE HOTEL」（園子温監督）

2018年
- 「＃声だけ天使」（2018年1月15日 - 3月19日、AbemaTV） - 主演：岸田建造 役

2021年
- 青きヴァンパイアの悩み 第2話（2021年2月15日、TOKYO MX）

2022年
- 関西テレビ 「エルピス-希望、あるいは災い-」（2022年10月24日-）- フライデーボンボン番組スタッフ役

### 舞台
2014年
- 「tadpole-タッドポール-」（演出:山本浩貴（PU-PU-JUICE）） - 主演

2015年
- 「刑務所入ったけど何か質問ある?」（演出：山本浩貴（PU-PU-JUICE）） - 主演
- 「4-four-これまで、と、これから」（演出：木村克幸） - 主演
- 「兵隊日記タドル」（演出：山本浩貴（PU-PU-JUICE））

2016年　
- 柿喰う客「サバンナの掟」（演出：中屋敷法仁）
- 「TABOO」（演出：山本浩貴（PU-PU-JUICE）） - 主演

### コマーシャル
2016年
- Huluプロモーション
- フロム・エー ナビ「Aから始まる・引っ越し屋」篇Ａ
- KONAMI　ウイニングイレブン「ウイイレまたやろーぜ」

### ミュージックビデオ
- 欅坂46 個人PV集　尾関梨香「タイムスリップドロップ」（監督：田村啓介）